# K・メーガン・マッカーサー
K・メーガン・マッカーサー（Katherine Megan McArthur、1971年8月30日 - ）は、アメリカ航空宇宙局の宇宙飛行士。既婚。
ハワイ州ホノルル出身だが、子供時代にカリフォルニア州に引っ越した。1993年にカリフォルニア大学ロサンゼルス校を卒業し、航空工学の学位をとり、2002年にはカリフォルニア大学サンディエゴ校で海洋学の博士号を取得した。
彼女は、最後のハッブル宇宙望遠鏡サービスミッションであるSTS-125に参加し、スペースシャトル・アトランティスに搭乗した。彼女は、2006年のSTS-116及び2007年のSTS-117で宇宙船との連絡役を務めた。